# 李舜雨
李舜雨（1921年—2011年5月12日），中國共產黨黨員，台湾民主自治同盟委員、中華全國台灣同胞聯誼會徐匯區會長，台灣台中縣貓羅堡人，二二八事件後加入中國共產黨在台成立臺中區縣市委員會，1948年被迫逃亡英屬香港，1949年前往中國山東加入中國人民解放軍並參與上海戰役，任職於上海政府單位，1977年參與寶鋼建廠，1984年退休後參與台聯，2011年病逝於上海。 。

## 生平
李舜雨，後改名李韶東，1921年生於日屬台灣台中州貓羅堡，父親李喬松為農運人士，並擔任地方公職，帶領農民向台灣總督府抗爭。1937年日中戰爭全面爆發，如同郭琇琮、許強、吳思漢、鍾浩東等知識分子出現反日思想，父親李喬松由爭取農民權益的社會運動者轉變為支持反日民族運動家，宣傳反戰、反對台灣人攻打「祖國」，多次遭到日本特務當局逮捕及監視，1940年李舜雨擔任萬斗六國校教員勉強支撐家計，1942年台灣展開皇民化運動，李舜雨堅絕不改日本名，終因反日問題遭到校方開除，自此李舜雨由父親指示學習北京話。1945年，美軍開始轟炸台灣，李喬松與謝富等參加楊逵夫婦組織的「焦土會」，李舜雨加入組織並從事對青年學生進行反戰宣傳活動。
1945年第二次世界大戰結束後，李喬松與楊逵、謝富、謝雪紅、楊克煌等人籌組「台灣人民協會」，李喬松被選為中央委員兼宣傳部長，李舜雨參加「台灣人民協會」並協助《一陽周報》的油印工作。
由於戰後的接收與貪瀆情形，李喬松思想快速左傾，在楊逵處結識解放區返台的中共交通員辜金良，1946年夏天，李舜雨隨辜金良、吳思漢、王萬得夫婦一同前往上海住在李偉光領導的旅滬臺灣同鄉會，由李偉光指示返台從事地下工作，組織讀書會介紹共產主義。
1947年二二八事件爆發，3月1日，李喬松、謝富、楊克煌、謝雪紅等在台中戲院召開群眾大會，憤怒群眾在其帶領下包圍了縣市政府及警局，並繳交了槍枝，當晚成立武裝指揮部，由於沒有統一指揮，未能鞏固戰果，3月8日國民政府派兵自基隆登陸開始鎮壓，李喬松被迫躲避山林，李舜雨於此時加入共產黨，隨後李喬松、李舜雨隨謝雪紅、楊克煌撤離台灣前往上海李偉光處。
1947年底，李喬松、李舜雨潛回台灣協助省工委中部地區負責人洪幼樵發展台中地區組織，李舜雨考量父親安全，由李舜雨負責出面協調，李喬松則扮成中醫師躲在鄉間，1948年9月李舜雨與謝富及中共派遣的張伯哲等成立臺中區縣市委員會，透過李喬松舊日社運夥伴發展組織，霧峰支部由洪麟兒負責，南投支部由江朝澤負責，在南投竹山、大屯地區建立多個支部。
陳明忠回憶當時在陳福添家中入黨，由李舜雨帶著呂從周、謝桂芳還有陳明忠宣誓，由李舜雨領導，1948年10月由於李舜雨身分暴露遭到通緝被迫逃往香港進入山東解放區，並參加1949年5月上海戰役。
1949年7月旅滬臺灣同鄉會多數成員進入上海市委黨校學習，不久加入台灣民主自治同盟華東總支部，李喬松擔任總支部秘書，李舜雨跟著加入台盟華東總支部。
李舜雨到中國後改名李韶東，任職於上海市政府單位，1977年參與寶鋼建廠，1984年退休，退休後活躍於中華全國台灣同胞聯誼會，並曾擔任徐匯區會長，2011年5月12日病逝於上海。